# Плавание на летних Олимпийских играх 2004 — эстафета 4×100 метров вольным стилем (мужчины)
Соревнования по плаванию в эстафете 4×100 метров вольным стилем среди мужчин на летних Олимпийских играх 2004 года прошли 15 августа. В соревнованиях приняли участие 16 сборных.
Сборная ЮАР победила с новым мировым рекордом 3:13,17.

## Медалисты
Курсивом выделены спортсмены, участвовавшие только в предварительных заплывах и получившие награды
| Золото                                                             | Серебро                                                                                              | Бронза |
| ЮАР · Роланд Скуман · Линдон Фернс · Дариан Таунсенд · Рик Нитлинг | Нидерланды · Йохан Кенкхёйс · Митя Застров · Клас-Эрик Зверинг · Питер ван ден Хогенбанд · Марк Венс | США · Ян Крокер · Майкл Фелпс · Нил Уокер · Джейсон Лезак · Гейб Вудвард · Нэйт Дьюсинг · Гэри Холл-младший |

## Полуфиналы

### Заплыв 1
| Место | Дорожка | Страна                                                                                  | 100 м | 200 м   | 300 м   | Время   |
| ----- | ------- | --------------------------------------------------------------------------------------- | ----- | ------- | ------- | ------- |
| 0     | -1      | !a                                                                                      | !a    | !a      | !a      | !a      |
| 1     | 6       | ЮАР · Роланд Скуман · Линдон Фернс · Дариан Таунсенд · Рик Нитлинг                      | 48,38 | 1.36,72 | 2.25,85 | 3.13,84 |
| 2     | 4       | США · Гейб Вудвард · Нэйт Дьюсинг · Нил Уокер · Гэри Холл-младший                       | 49,93 | 1.38,94 | 2.27,10 | 3.15,83 |
| 3     | 5       | Италия · Лоренцо Висмара · Микеле Скарика · Алессандро Кальви · Кристиан Галенда        | 49,67 | 1.38,59 | 2.27,94 | 3.16,18 |
| 4     | 2       | Нидерланды · Марк Венс · Йохан Кенкхёйс · Митя Застров · Клас-Эрик Зверинг              | 49,73 | 1.38,53 | 2.27,43 | 3.16,42 |
| 5     | 3       | Германия · Штефен Кунцельман · Кристиан Келлер · Торстен Шпаннеберг · Ларс Конрад       | 50,09 | 1.40,25 | 2.29,61 | 3.17,97 |
| 6     | 8       | Литва · Роландас Гимбутис · Саулюс Бинявичюс · Паулюс Викторавичюс · Витаутас Янушайтис | 49,11 | 1.39,46 | 2.29,66 | 3.19,28 |
| 7     | 1       | Хорватия · Дуе Драганья · Марио Делач · Иван Младина · Игор Череншек                    | 50,38 | 1.40,13 | 2.30,29 | 3.21,01 |
| 8     | 7       | Китай · Чэнь Цзо · Лиу Вей Джиа · Жень Кун Лианг · Хуан Шаохуа                          | 50,75 | 1.41,90 | 2.33,24 | 3.24,31 |
| 999   | 999     | ЯЯЯ                                                                                     | ~z    | ~z      | ~z      | ~z      |

### Заплыв 2
| Место | Дорожка | Страна                                                                                    | 100 м | 200 м   | 300 м   | Время       |
| ----- | ------- | ----------------------------------------------------------------------------------------- | ----- | ------- | ------- | ----------- |
| 0     | -1      | !a                                                                                        | !a    | !a      | !a      | !a          |
| 1     | 4       | Россия · Андрей Капралов · Евгений Лагунов · Иван Усов · Денис Пиманков                   | 49,12 | 1.38,80 | 2.28,66 | 3.17,46     |
| 2–3   | 3       | Австралия · Эшли Каллус · Имон Салливан · Джоно ван Хазел · Тодд Пирсон                   | 50,04 | 1.39,17 | 2.28,82 | 3.17,64     |
| 2–3   | 5       | Франция · Ромен Барнье · Жюльен Сико · Фабьен Жило · Амори Лево                           | 49,73 | 1.39,02 | 2.28,23 | 3.17,64     |
| 4     | 6       | Канада · Янник Люпьен · Райли Джайнс · Майк Минтенко · Брент Хейден                       | 50,16 | 1.39,65 | 2.29,25 | 3.18,35     |
| 5     | 1       | Украина · Денис Сизоненко · Андрей Сердинов · Павел Хныкин · Юрий Егошин                  | 50,05 | 1.39,99 | 2.29,46 | 3.18,95     |
| 6     | 7       | Бразилия · Жадер Соуза · Густаво Боржес · Карлос Жайме · Родригу Кастру                   | 50,89 | 1.40,48 | 2.30,15 | 3.20,20     |
| 7     | 8       | Греция · Аристейдис Григориадис · Александрос Цолтос · Спиридон Бицакис · Андреас Зисимос | 50,15 | 1.41,18 | 2.33,43 | 3.24,26     |
| 8     | 2       | Швеция · Эрик ла Флёр · Стефан Нистранд · Маттиас Олин · Ларс Фрёландер                   | 50,43 | 1.39,04 | 2.29,28 | DSQ (-0.12) |
| 999   | 999     | ЯЯЯ                                                                                       | ~z    | ~z      | ~z      | ~z          |

## Финал
| Место | Дорожка | Страна                                                                                   | 100 м | 200 м   | 300 м   | Время      |
| ----- | ------- | ---------------------------------------------------------------------------------------- | ----- | ------- | ------- | ---------- |
| 0     | -1      | !a                                                                                       | !a    | !a      | !a      | !a         |
| 1     | 4       | ЮАР · Роланд Скуман · Линдон Фернс · Дариан Таунсенд · Рик Нитлинг                       | 48,17 | 1.36,30 | 2.25,26 | 3.13,17 WR |
| 2     | 6       | Нидерланды · Йохан Кенкхёйс · Митя Застров · Клас-Эрик Зверинг · Питер ван ден Хогенбанд | 49,81 | 1.39,06 | 2.27,57 | 3.14,36    |
| 3     | 5       | США · Ян Крокер · Майкл Фелпс · Нил Уокер · Джейсон Лезак                                | 50,05 | 1.38,79 | 2.26,76 | 3.14,62    |
| 4     | 2       | Россия · Андрей Капралов · Евгений Лагунов · Денис Пиманков · Александр Попов            | 49,27 | 1.38,44 | 2.27,69 | 3.15,75    |
| 4     | 3       | Италия · Лоренцо Висмара · Филиппо Маньини · Микеле Скарика · Кристиан Галенда           | 49,16 | 1.37,46 | 2.26,67 | 3.15,75    |
| 6     | 1       | Австралия · Майкл Клим · Тодд Пирсон · Имон Салливан · Ян Торп                           | 49,37 | 1.38,44 | 2.27,63 | 3.15,77    |
| 7     | 7       | Франция · Ромен Барнье · Жюльен Сико · Фабьен Жило · Фредерик Буске                      | 49,65 | 1.38,96 | 2.27,91 | 3.16,23    |
| 8     | 8       | Германия · Йенс Шрайбер · Ларс Конрад · Торстен Шпаннеберг · Штефан Хербст               | 49,88 | 1.38,60 | 2.27,84 | 3.17,18    |
| 999   | 999     | ЯЯЯ                                                                                      | ~z    | ~z      | ~z      | ~z         |